# Sandu (socken i Kina, Zhejiang)
Sandu (kinesiska: 三都, 三都乡) är en socken i Kina. Den ligger i provinsen Zhejiang, i den östra delen av landet, omkring 200 kilometer söder om provinshuvudstaden Hangzhou. Antalet invånare är 2496. Befolkningen består av 1 218 kvinnor och 1 278 män. Barn under 15 år utgör 12,0 %, vuxna 15-64 år 63 %, och äldre över 65 år 23,0 %.
Genomsnittlig årsnederbörd är 2 268 millimeter. Den regnigaste månaden är juni, med i genomsnitt 433 mm nederbörd, och den torraste är januari, med 65 mm nederbörd.